# Tayanna
Tayanna (en ucraniano: Тетяна Михайлівна Решетняк), (Chernivtsi, Unión Soviética, 29 de septiembre de 1984) es una cantante de pop ucraniana, exmiembro del grupo "Goryachiy Shokolad" (2008-2011).

## Biografía
Tatiana Reshetnyak nació el 29 de septiembre de 1984 en Chernivtsi. A la edad de ocho años, sus padres la enviaron a una escuela de música, donde estudió acordeón. Tayanna abandonó sus estudios un año despues. Reshetnyak comenzó sus estudios de canto a los 13 años. Tayanna ganó el tercer lugar en los Juegos del Mar Negro (Skadovsk). Tayanna fue elegida para cantar en la ceremonia de apertura de la final de la Liga de Campeones Femenina de la UEFA 2017-18.

## Discografía

### Álbumes
- TAYANNA. Портреты (2016)
- Тримай мене (2017)

## Videografia
| Año  | Canción             | Disco               |
| 2014 | "Знаю и верю"       |                     |
| 2016 | "9 Жизней"          | "TAYANNA. Портреты" |
| 2016 | "Осень"             | "TAYANNA. Портреты" |
| 2016 | "Люблю"             | "TAYANNA. Портреты" |
| 2017 | "Не люби"           | "TAYANNA. Портреты" |
| 2017 | "Грешу"             | "TAYANNA. Портреты" |
| 2017 | "Шкода"             | "Тримай мене"       |
| 2018 | "Кричу"             | "Тримай мене"       |
| 2018 | "Фантастична жінка" |                     |

## Premios y nominaciones
| Año  | Premio          | Categoría               | Resultado |
| ---- | --------------- | ----------------------- | --------- |
| 2017 | M1 Music Awards | Revelación del año      | Ganadora  |
| 2018 | YUNA            | Mejor cantante femenina | Nominada  |